# 사카키바라 세이토
아즈마 신이치로(일본어: 東真一郎, 1982년 7월 7일 ~ )는 일본의 연쇄 살인자. 범행 중 사용했던 가명인 사카키바라 세이토(일본어: 酒鬼薔薇聖斗)로 더욱 알려져 있다. 또한, 1993년 4월에 세이토의 할머니가 돌아가신 후 죽음에 흥미를 느꼈고, 실제로 벌레나 짐승을 죽여 해부하는 등 행동을 했다.

## 행인 습격
1997년 2월 10일, 아즈마는 망치로 행인 2명(모두 여자 초등학생들이었다)을 습격하여 그 중 1명에게 전치 2주 부상을 입혔다. 가해자 아즈마가 다니는 도모가오카(友ヶ丘) 중학교 교복을 입고 있었다는 부상피해자 증언에 따라 피해자 아버지는 도모가오카 중학교에 학생들 사진을 보여달라고 요구했으나 교장은 이를 거부했다.
이어 3월 16일, 아즈마는 10여분 간격으로 연달아 행인 2명을 습격했다. 첫 번째 피해자인 야마시타 아야카(山下彩花, 당시 10)는 망치로 머리를 맞고 병원으로 후송되었으나, 1주일 뒤에 뇌좌상으로 사망한다. 두 번째 피해자(당시 9)는 칼로 배를 찔려 전치 2주 부상을 입었다.

## 하세 준 살해

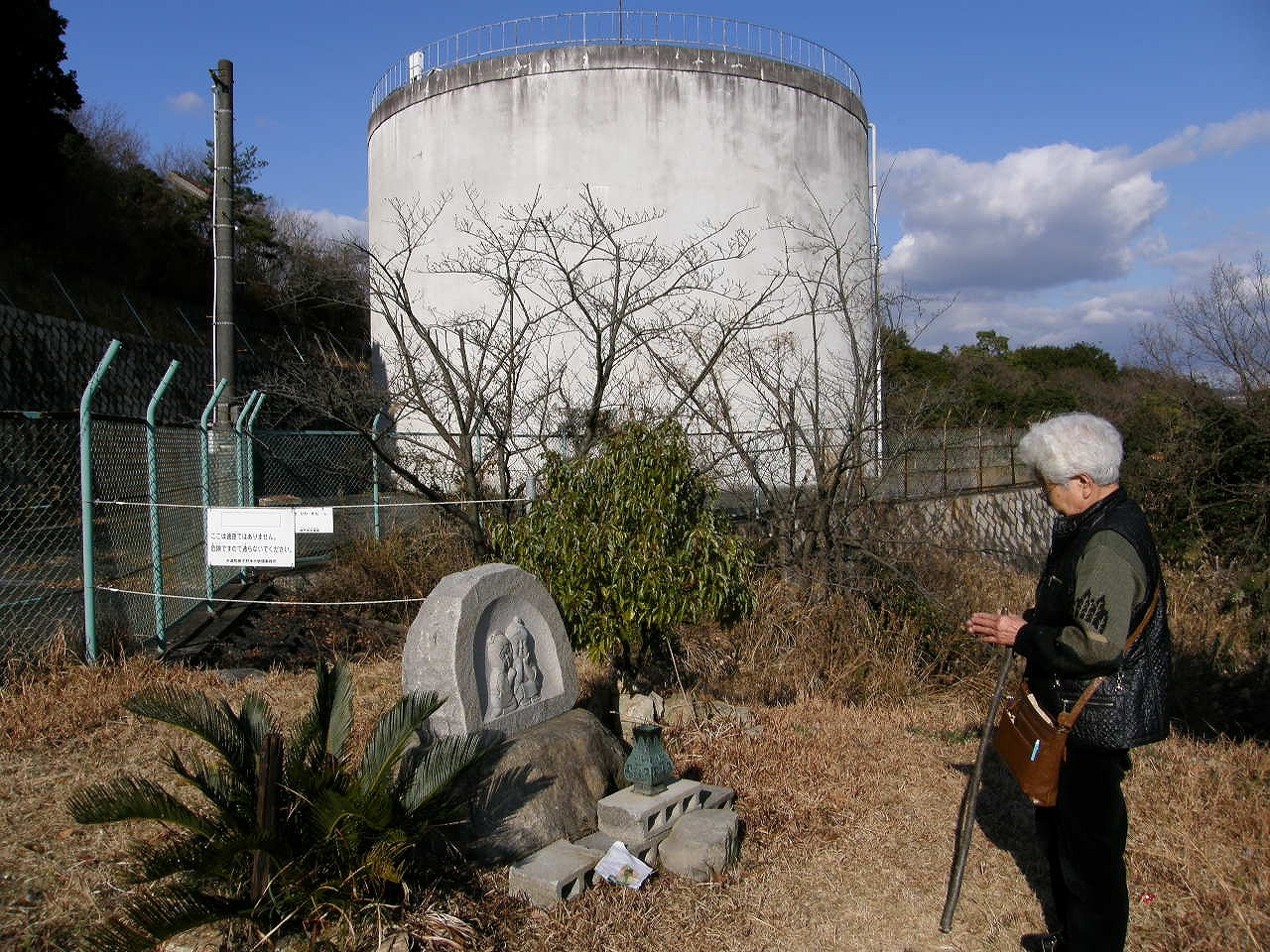
아즈마가 하세의 사체를 숨겼던 장소

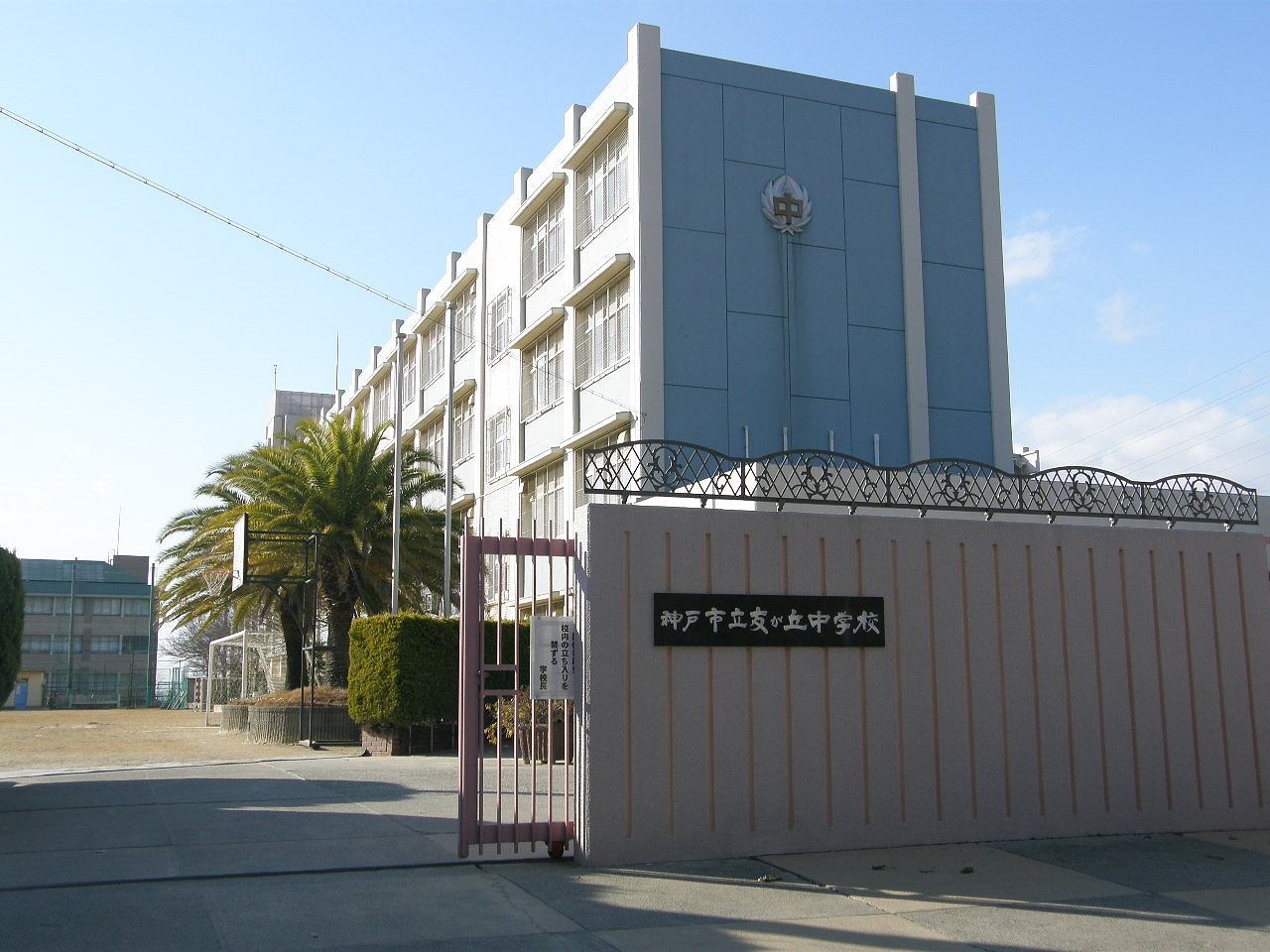
고베시립 도모가오카 중학교

5월 24일, 아즈마는 동생의 친구로 안면이 있던 하세 준(土師淳, 당시 11세)을 살해하고 그 사체를 숨긴다. (하세는 정신박약 증세가 있어 이지메를 당하기도 했는데, 아즈마 역시 하세에게 폭력을 휘두르기도 했다.)
5월 25일, 아즈마는 사건 현장을 찾아와 하세 사체를 찾은 뒤 '영혼의 의식'이라는 이름으로 하세의 눈을 칼로 찌르고 입을 찢은 다음 눈꺼풀을 잘랐다. 그 후 목을 자르고 그걸 비닐봉투에 넣었다고 한다.
5월 27일 오전 1시 경, 아즈마는 미리 잘라둔 하세의 머리를, 입에 범행성명문을 꽂아 도모가오카 중학교 교문 앞에 놓아두었다. 약 1주일 뒤인 6월 4일, 아즈마는 고베신문사에 두 번째 범행성명문을 보냈다.

## 체포와 처벌
아즈마는 1997년 6월 28일, 결국 체포되었고, 다음날 구속되었다. 28일간의 수사 후인 7월 25일, 아즈마는 고베 지방 재판소에 기소되고, 10월 17일에 고베 가정 재판소에서 소년원 송치 판결을 받는다. 사흘 뒤인 10월 20일에 간토소년원으로 이감되고, 약 7년간 수감되었다가 2005년 1월 1일에 석방되었다.

## 이름의 보도
소년범 실명 보도를 금하는 일본 법률에 의거하여 아즈마 이름은 공개되지 않았다. 그러나 산케이 신문이 1997년 6월 30일자 매거진 내용에서 웹상 논쟁을 보도하면서 간접적으로 아즈마 실명이 공개된 곳을 알리고 말았다.
한편 주간 신초(ja)를 발행하는 신초사에서 발행하는 포커스는 1997년 7월 2일호에 아즈마 사진을 게재했고, 도쿄 법무국(ja)은 신초에게 해당 포커스 회수를 권고하나 신초 측은 이를 거부했다. 또 아즈마 출소 후인 2005년 1월 20일자 주간 신초는 아즈마가 수감 중 일으켰다고 추정한 폭력 사건을 아즈마의 실명으로 보도했다.

## 같이 보기
- 인천 초등학생 살해 사건
- 네오무기차 사건
- 사세보 소학교 6학년 여아 동급생 살해 사건
- 여고생 콘크리트 살인 사건
- 조디악 킬러

## 관련 서적
- 酒鬼薔薇聖斗の告白　悪魔に憑かれたとき　少年Ａの軌跡(하신기, 겐슈 출판, ISBN 4-906631-35-5, 1998-05)
- 地獄の季節 「酒鬼薔薇聖斗」がいた場所(다카야마 후미히코, 신초, ISBN 4-10-130431-9, 2001-05)
- 「酒鬼薔薇聖斗」への手紙 生きていく人として(곤 잇쇼, 다카라지마 사, ISBN 4-7966-3594-7, 2003-10)